# Fabrice Deville
Pour les articles homonymes, voir Deville.
Vous pouvez aider à l'améliorer ou bien discuter des problèmes sur sa page de discussion.
- Il ne cite pas suffisamment ses sources. Vous pouvez indiquer les passages à sourcer avec {{référence nécessaire}} ou {{Référence souhaitée}}, et inclure les références utiles en les liant aux notes de bas de page. (Marqué depuis octobre 2016)
- Sa forme n’est pas encyclopédique et ressemble trop à un curriculum vitæ. Modifiez le texte pour aider à le transformer en article neutre. (Marqué depuis juin 2017)

- Archive Wikiwix
- Bing
- Cairn
- DuckDuckGo
- E. Universalis
- Gallica
- Google
- G. Books
- G. News
- G. Scholar
- Persée
- Qwant
- (zh) Baidu
- (ru) Yandex
- (wd) trouver des œuvres sur Wikidata

Fabrice Deville est un acteur français. Il est connu pour ses rôles récurrents dans  Un si grand soleil , Candice Renoir ou avoir joué dans  Joséphine ange gardien.

## Biographie

### Jeunesse et formation
Il poursuit ses études dans une École Supérieure de Commerce (Marketing, Communication).
Formé par Jean-Laurent Cochet, on le découvre d'abord à la télévision dans Les Enfants de John sur La Cinquième.
Il débute sur scène dans Corot, une pièce mise en scène par Jean-Laurent Cochet et écrite par Jacques Mougennot, et commence au cinéma sous l'égide de Roger Hanin qui lui offre de jouer avec Sophia Loren dans Soleil. Ensuite, il apparaît dans Les Savates du bon Dieu de Jean-Claude Brisseau et assure le rôle principal de La Boîte de Claude Zidi. Il retrouve Jean-Claude Brisseau en 2001 au cinéma, pour le film sulfureux Choses secrètes.
Parallèlement à sa carrière d'acteur, il effectue auprès des entreprises des sessions de coaching spécialisées dans la gestion de la prise de parole en public.
Formation :
- cours d'art dramatique chez Jean-Laurent Cochet[6] ;
- studio Pygmalion ;
- Patricia Sterlin [7].

## Filmographie

### Cinéma

#### Longs métrages
- 1997 : Soleil de Roger Hanin : Tonin San Marco
- 2000 : Les Savates du bon Dieu de Jean-Claude Brisseau : Di Frasso
- 2001 : La Boîte de Claude Zidi : Stéphane
- 2002 : Le Boulet d'Alain Berbérian et Frédéric Forestier
- 2002 : Choses secrètes de Jean-Claude Brisseau : Christophe
- 2014 : Aux yeux des vivants d'Alexandre Bustillo et Julien Maury : un gendarme
- 2018 : Que le diable nous emporte de Jean-Claude Brisseau : Fabrice
- 2019 : Singel39 Single Street de Frank Krom J.J. [8]

#### Courts métrages
- 2000 : Le Bon Samaritain de Matthieu Genest
- 2001 : Le Cœur sur la main de Marie-Anne Chazel : le mari de la jeune femme enceinte
- 2002 : Libera me de Philippe Lamblin
- 2004 : Feedback de David Sarrio[9]
- 2007 : The Punisher de David Sarrio
- 2010 : Une histoire de famille de P. Doucet : Erwan[10]
- 2014 : Marina de Wandy Sinesi-Guisti- Benjamin Schirtz
- 2014 : Des jeunes femmes disparaissent de Jean-Claude Brisseau[11]
- 2016 : Le Rite de Wandy Sinesi-Guisti
- 2016 : À vendre de Cécile Fraboul : le propriétaire en post-production[12]

### Télévision
- 1995 : Les Enfants de John
- 1999 : Navarro de Patrick Jamain : le lieutenant Garel
- 2000 : Sous le soleil
- 2000 : Les Vacances de l'amour : Le prince Arnaud
- 2002 : Mariage interdit de Gérard Cuq : Théo[13]
- 2002 : Vérité oblige – L’Honneur perdu de Claude-Michel Rome : Gabriel Delaunay[14]
- 2002 : Femmes de loi de Denis Amar : Chris
- 2002 : Nés de la mère du monde de Denise Chalem
- 2002 : Femmes de loi d'Emmanuel Gust : Chris (saison 2, épisode 5 et 6)
- 2003 : Femmes de loi de Denis Malleval / Benoît d’Aubert : Chris (saison 3, épisode 1,2,3,4)
- 2003 : Ariane Ferry de Gérard Cuq / S. Aime : Faust (saison 1, épisode 1)
- 2004 : Léa Parker - La liste noire de Bruno Gantillon[15]
- 2004 : Boulevard du Palais – Une mort de trop de Pascale Dallet : Fabien Vendémiaire
- 2004 : Dalida de Joyce Bunuel : Eddie Barclay (saison 1)
- 2004 : Mademoiselle Navarro de Jean Sagols : le lieutenant Garrel
- 2005 : RIS police scientifique de Hervé Renoh : François (saison 1, épisode 7)
- 2005 : Profils criminels de Laurent Carceles[16]
- 2006 : Les Secrets du volcan de Michaëla Watteaux : Todobrini (saison 1)
- 2006 : Chassé croisé amoureux de Gérard Cuq : Marc
- 2006 : SOS 18 de Patrick Jamain : Thomas
- 2007 : SOS 18 de Nicolas Picard : Thomas
- 2008 : Comprend rien aux femmes de Michaëla Watteaux
- 2008 : SOS 18 de Jean Sagols : Thomas (saison 6)
- 2008 : Adresse inconnue d'Alain Wermus : Maxime Moreau
- 2009 : Joséphine ange gardien de Jean-Marc Seban : Guillaume Servier (saison 12, épisode 49)
- 2009 : Comprendre et pardonner d'Adeline Darraux (saison 1, épisode 24)
- 2010 : Enquête réservée de Gérard Cuq : Serge Lerbier (saison 3, épisode 7)
- 2010 : RIS police scientifique de Julien Despaux : Olivier Fayard (saison 6, épisode 5)
- 2011 : Commissaire Magellan de Claire de la Rochefoucauld : Julien Delahaye (saison 2)
- 2011 : Camping Paradis de François Guérin : lieutenant de pompier Mourat (saison 3, épisode 1)
- 2011 : La nouvelle Maud de Régis Musset : Cédric Bauchard (saison 2)
- 2011 : Profilage d'Alexandre Laurent : Pierre Despond (saison 3, épisode 5)
- 2011 : Victoire Bonnot de Vincent Giovanni : Gautier
- 2011 : Alice Nevers, le juge est une femme d'Alexandre Laurent : Stylo (saison 10, épisode 4)
- 2012 : Du matin au soir de François Uzan
- 2012 : La Smala s’en mêle de Didier Grousset : Thomas Carteron
- 2013 - 2015 : Une famille formidable d'Alexandre Pidoux : Henri Monteillet (saison 10 et 12)
- 2013 : Julie Lescaut de René Manzor : Jérôme Halin (saison 22, épisode 4)
- 2013 : Clem de Eric Le Roux : père de Margaux (saison 4, épisode 1)
- 2014 : Camping Paradis de Philippe Proteau : Vincent Lacourt (saison 5, épisode 5)
- 2014 : Falco d'Alexandre Laurent : Charles Pernetti (saison 2, épisode 5)
- 2014 : Crimes et botanique de Lorenzo Gabriele : Martial (saison 1)
- 2014 : Le Chapeau de Mitterrand de Robin Davis : Édouard
- 2014 : Doc Martin de Stéphane Kappes
- 2015 : Doc Martin de Rodolphe Chauvin : Yann
- 2015 : Instinct de Marwen Abdallah (saison 1, épisode 2)
- 2015 : Jag de Stephan Kopecky
- 2016 : Section de recherches de Octave Raspail : le mari de Camille (saison 11, épisode 8)
- 2016 : Joséphine ange gardien de Jean-Marc Seban : Cyril (saison 16, épisode 5)
- 2017 : Cassandre : Stéphane Voussac (saison 2)
- 2017 : Scènes de ménages : Ami de Camille et Philippe
- 2017 : Section de recherches de J.M Therin : Eric Chatenay (saison 12, épisode 4)
- 2018 : Candice Renoir : Philippe Jean (saison 6, épisodes 2, 3 et 4)
- 2018 : La Stagiaire (saison 4, épisode 5)
- 2019 : On va s'aimer un peu, beaucoup... : Richard Markowitz  (saison 2, épisodes 4, 5, 7 et 8)
- 2019 : Comprendre et pardonner (saison 1, épisode 24)
- 2019 et 2021 : Les Mystères de l'amour : Le prince Arnaud
- Depuis 2019 : Un si grand soleil : Florent
- 2019 : Mongeville d'Edwin Baily : Simon Jourdain (épisode : Le Mâle des montagnes)
- 2020 : Le crime lui va si bien de Stéphane Kappes : Julien Kerviller (épisode 3 : Esprit es-tu là ?)
- 2020 : Les Mystères de la chorale d'Emmanuelle Dubergey : Paul Lefort
- 2021 : Le Prix de la trahison de François Guérin : Josselin Delmont
- 2022 : Meurtres à Nancy de Sylvie Ayme : Stéphane Bernier
- 2024 : Meurtres à Saint-Martin
- 2025 : Monsieur Parizot, épisode Le maître du crime : Victor Balzan
- 2025 : Les Mystères de l'amour, épisode Enfin au courant : le Prince Arnaud

### Documentaires télévisés
- 2010 : Les plus beaux hôtels du monde (France 5)
- 2011 : Le train de la désertification (Narrative)
- 2012 : L’argent de la résistance infra rouge (France Télévision) de David Korn-Brzoza
- 2012 : PSG 40 ans de fièvre (Canal+)

### Radio France
- La Grande Traversée – Elvis Presley (France Culture). Réalisation Gilles Mardirosian, production Michel Pomarède
- La Marche des sciences (France Culture) d'Aurélie Luneau
- La Légende d’Henri III
- Nuit noire
- Les Misérables
- On refait tout
- Notre ami la lune
- Le chat de Schrödinger
- Le squelette de Karen Carpenter [17]
- Pages arrachées de la littérature israélienne
- American Darling
- Voyage au pays du réel[18]
- La Couleur pourpre
- Pierre de Lune
- Manhattan transfert
- Pot Bouille
- Augustine

### Publicité
- Nombreuses publicités pour la radio et la télévision : Volvo, Paris Match, boursorama banque Red Bull…[réf. nécessaire]

## Théâtre
- 1999 : Corot de Jean-Laurent Cochet, écrite par Jacques Mougennot.